# Zooey Deschanel
Zooey Claire Deschanel (Los Angeles, 17 januari 1980) is een Amerikaans actrice en zangeres.

## Biografie
Deschanel is de dochter van filmregisseur Caleb Deschanel en actrice Mary Jo Weir. Haar zus Emily is ook actrice. Ze debuteerde als hoofdrol in de videoclip van het nummer "She’s Got Issues" van de punkband The Offspring uit 1998.
Deschanel brak in 1999 door in de film Mumford. Ze speelde vervolgens bijrollen in films als Almost Famous (2000), Big Trouble en The Good Girl (beide uit 2002). In 2003 kreeg ze een hoofdrol in de film All the Real Girls. Sindsdien speelt ze grotere rollen, zoals in The Hitchhiker's Guide to the Galaxy (2005), The Happening en Yes Man (beide uit 2008). In de Amerikaanse tv-serie Weeds speelde ze een kleine rol als de prettig gestoorde vriendin van Nancy's zwager Andy Botwin. Ook speelde ze de achternicht van Temperance Brennan in de crime serie Bones.
Sinds 2011 heeft ze de hoofdrol in de sitcom New Girl.

### Privéleven
In 2009 trouwde Deschanel met muzikant Ben Gibbard van de bands Death Cab for Cutie en The Postal Service. Samen met M. Ward vormt ze de popgroep She & Him. In november 2011 werd bekend dat Gibbard en Deschanel na twee jaar huwelijk gingen scheiden.
Zij trouwde in juni 2015 met filmproducent Jacob Pechenik; ze hebben twee kinderen. In september 2019 kondigden zij hun scheiding aan, die op 1 juni 2020 definitief werd.

## Filmografie
- Bibsys: 5020111
- Biblioteca Nacional de España: XX1645984
- Bibliothèque nationale de France: cb145115608 (data)
- Catàleg d'autoritats de noms i títols de Catalunya: 981058510279006706
- Gemeinsame Normdatei: 141502177
- International Standard Name Identifier: 0000 0000 7989 2662
- Library of Congress Control Number: no2003110619
- MusicBrainz: da9dc521-1f90-47d5-89f9-d51137aa3339
- Nationale Bibliotheek van Tsjechië: pna2006334498
- Nationale bibliotheek van Australië: 41303221
- Nationale Bibliotheek van Polen: a0000003000132
- Nederlandse Thesaurus van Auteursnamen: 314441263
- Système universitaire de documentation: 142286559
- Trove: 1454061
- Virtual International Authority File: 31694840
- WorldCat: E39PBJjxmQbkPwdDtKvVDbFtKd